# James Keith
James Keith (Peterhead, Escòcia, 14 d'octubre de 1696 - Batalla de Hochkirch, 14 d'octubre de 1758) fou un militar escocès a les ordres de Frederic II de Prússia.
Pertanyent a una família, ja coneguda el segle xii, era fill de George, novè comte Marischal, i fou educat pel seu parent Robert Keith bisbe de Fife, ja el 1715 prengué part activa en la insurrecció del comte de Mar, contribuí a la proclamació de Jacob VIII a Edimburg, va haver de fugir a París, on continuà els estudis. El 1719 prengué part en l'expedició d'Alberoni, després entrà al servei d'Espanya i assistí al Setge de Gibraltar; posteriorment passà a Rússia, on l'emperadriu Anna el nomenà tinent coronel de la seva guàrdia de corps (1730) i inspector de l'exèrcit del Volga i del Don.
Quan la guerra de Successió de Polònia (1733-35), comandà un cos d'exèrcit rus. També va prendre part important en la guerra contra Turquia, i havent estat ferit greument, residí una llarga temporada a Europa per a reposar. El 1740 fou nomenat governador general d'Ucraïna, però al cap de poc esclatà la guerra amb Suècia, en la que hi va donar bones proves del seu talent militar, apoderant-se de Willmannstrand i de les illes Åland. L'emperadriu Isabel, que en un principi li testimonià la mateixa confiança que la seva antecessora, li retirà després tots els seus càrrecs, degut a les intrigues de l'ambaixador anglès lord Hyndford.
Disgustat Keith, oferí els seus serveis a Prússia, sent nomenat fel mariscal per Frederic II de Prússia|Frederic II i després governador de Berlín (1749), en els principis de la guerra dels Set Anys (1756) tingué una part considerable, devent-se-li les victòries del setge d'Olmütz (1758), cobrí la retirada de l'exèrcit prussià, morint en la batalla de Hochkirch, després d'haver refusat tres vegades als austríacs.
Frederic feu traslladar el seu cadàver a Berlín, on el 1786 se li erigí una estàtua en la Wilhelmplatz, que fou transportada el 1857 a l'Acadèmia de Cadets, col·locant-se'n una altra en el primitiu emplaçament. El 1889 es donà el nom de Keith a un regiment silesià.